# Enulius roatanensis
Enulius roatanensis — вид змій родини полозових (Colubridae). Ендемік Гондурасу.

## Поширення і екологія
Enulius roatanensis мешкають на заході острова Роатан в групі Іслас-де-ла-Байя у Карибському морі. Вони живуть в тропічних лісах, на висоті до 10 м над рівнем моря. Ведуть нічний, наземний спосіб життя.

## Збереження
МСОП класифікує цей вид як такий, що перебуває під загрозою зникнення. Enulius bifoveatus загрожує знищення природного середовища.